# Seipud
Seipud, in der Literatur auch Seipod, war ein russisches Gewichtsmaß. Verbreitet soll das Maß um Archangelsk gewesen sein. Seipud kann dem Berkowitz/Berkowetz gleichgesetzt werden. 
- 1 Seipud = 10 Pud = 400 Pfund (russische) = 38.400 Solotnik = 163,597 Kilogramm
- 1 Pud = 40 Pfund = 16,36 Kilogramm